# 진실주집 (보물 제1014호)
진실주집(眞實珠集)은 충청북도 단양군 영춘면, 구인사에 있는 조선시대의 목판본 책이다.
1989년 8월 1일 대한민국의 보물 제1014호로 지정되었다.

## 개요
송나라의 예묘행(倪妙行)이 여러 선사들의 명(銘), 가(歌), 심요(心要), 법어(法語), 시(詩), 문(文) 등을 모아서 편집한 책이다.
나무판에 새긴 후 누런 종이에 찍어낸 것으로, 3권이 1책으로 묶여 있으며 크기는 세로 25.7cm, 가로 17.5cm이다. 책 끝에는 조선 세조 8년(1462) 간경도감<刊經都監:세조 7년(1461) 불경을 한글로 풀이하여 간행하기 위해 설치한 기구>에서 만들었다는 기록이 있다. 또 황오신이 글씨를 쓰고, 윤필상·노사신·한계희가 교정하여 간행하였다는 내용도 실려 있다.
이 책은 판을 새기고 처음 찍어낸 것으로 인쇄가 깨끗하며, 판의 새김 또한 정교하다. 세조가 설치한 간경도감에서 국가적인 차원으로 간행하였다는 점과 당대의 일류학자들이 교정에 참여했음을 알려주고 있어서 당시 간경도감의 위상을 살피는데 귀중한 자료가 된다.

## 같이 보기
- 진실주집
- 간경도감

## 참고 자료
- 진실주집 - 국가유산청 국가유산포털